# Avex trax
avex trax（エイベックス・トラックス）は、エイベックス・ミュージック・クリエイティヴの社内レーベル。

## 概要
エイベックス・ミュージック・クリエイティヴのメインレーベルである。それ故にエイベックスのレーベル中では最も規模が大きく、アーティストの数も多い。規格品番はCDがAVCD、DVDがAVBD、VHSがAVVD、BDがAVXD、USBメモリなどの特殊商品がAVZD。近年では同業他社からの移籍も頻繁に行われており、重複在籍状態にあるアーティストも目立つ。また、同じエイベックス・グループのレーベル間での移籍も多く、後発レーベルのrhythm zoneやtearbridge records、HPQ（ヴィジュアル系アーティスト向けレーベル）への移籍も行われている。なおオリコンランキングではAVTと略されている。
2014年7月にレーベル再編で「avex entertainment」を吸収統合した。

## レーベル
- avex trax（メインレーベル）
- SONIC GROOVE（ライジングプロダクション所属アーティスト専用レーベル・2000年設置）
  - 品番はAV*D-16***
  - SPEED（当時はソロ）がトイズファクトリーより、MAXがavex traxより、DA PUMP・AKINA[注釈 2]・三浦大知がavex tuneより移籍
- motorod（もともとはcutting edgeのサブレーベルだった・2002年移管）
  - 品番はAV*D-32***
  - 相川七瀬、DEAD END[注釈 3] が所属
- 影別苦須 虎津苦須（氣志團が使用するプライベートレーベル。『エイベックス トラックス』の当て字になっている。2009年 - ）
- iDOL Street （アイドル専門レコードレーベル - 2010年10月設置）
  - 品番はAV*D-39***
- B-ME（BMSGの専用レーベル - 2020年9月18日設置）

### かつて存在したレーベル
- J-FRIENDS PROJECT（V6がTOKIO、KinKi Kidsとの共同プロジェクト「J-FRIENDS」からリリースするときに使用したレーベル名・1997年 - 2003年）
- LOVE LIFE RECORDS（hitomi専用のプライベートレーベル・2005年 - 2011年）
  - 品番はavex traxで用いるものを共用
  - hitomiがavex traxより移籍[注釈 4]

## 所属アーティスト
- 3markets[ ]  (2024年 -)
- アイナ・ジ・エンド（2018年 - ）
- 安斉かれん（2019年 - ）
- いぎなり東北産（2025年 - ）
- 石川綾子（2015年 - ）
- 伊藤千晃（2018年 - ）[1]
- 大塚愛（2003年 - 2010年,2013年 - ）
- 大森靖子（2014年 - ）
  - 大森靖子&THEピンクトカレフ（2015年）
- 加治ひとみ（2016年 - ）
- 仮面ライダーGIRLS（2014年 - ）（avex entertainmentより移籍）
- ケツメイシ（2012年 - ）（トイズファクトリーより移籍）
  - KTmusic（2015年）
  - 1 FINGER（2016年）
- こはならむ（2021年 - ）
- ゴリパラ（2019年 - ）
- 崎山つばさ with 桜men（2017年 - ）
- 佐香智久（2022年 - ）（SME Records→SACRA MUSICより移籍）
- 鞘師里保（2025年 - ）
- シシド・カフカ（2015年 - ）（インペリアル・レコード(テイチクエンタテイメント)より移籍）
- SHOW-WA（2024年 - ）
- 鈴木瑛美子（2017年 - ）
- ゼブラヘッド（2019年 - ）（ソニー・ミュージックレコーズから移籍）
- 高野洸（元Dream5）（2019年 - ）
- 超ときめき♡宣伝部（2018年 - ）（ユニバーサルシグマから移籍）
- 東京女子流（2010年 - ）
- 東方神起（2011年 - ）（rhythm zoneより移籍）[注釈 5]
- 野田愛実（2022年[2] - ）
- 浜崎あゆみ（1998年 - ）
- 林部智史（2016年 - ）
- ピコ太郎（2016年 - ）
- ビッケブランカ（2016年 - ）
- 平井大（2013年 - ）
- 美麗-Bi-ray-（2024年 - ）
- 僕が見たかった青空（2023年 - ）
- 松居慶子（2011年 - ）
- MATSURI（2025年 - ）
- 豆柴の大群（2020年 - ）
- まりなす（2021年 - ）
- 屋良朝幸（2023年 - ）（通常販売は2024年から）
- 吉田拓郎（2009年 - ）（エレック→ODYSSEY/CBSソニー→フォーライフ→インペリアルより移籍）

- AAA（2005年 - 2020年）
  - Nissy（2014年 - ）（通常販売は2018年より）[3]
  - SHINJIRO ATAE from AAA（2013年 - ）（音楽作品は2019年より）[4][5]
  - Shuta Sueyoshi（2017年 - ）（通常販売は2018年から）[6]
  - 宇野実彩子 (AAA)（2018年 - ）[7]
- ASP （2022年 - ）
- Beverly（2017年 - ）
- BiTE A SHOCK（2023年 - ）
- BoA[注釈 5]（2001年 - ）
- BRIDEAR（2019年 - ）
- BsGirls（2014年 - ）
- CiON（2025年 - ）
- Da-iCE（2020年 - ）（ユニバーサルシグマから移籍）
  - Natural Lag（2020年 - ）
- Do As Infinity（1999年 - 2005年,2008年 - ）
  - 伴都美子 (2006年 - 2008年)
- et-アンド-（2021年 - ）
- Every Little Thing（1996年 - ）
  - 持田香織（2004年 - 2012年,2019年）
    - Caocao（2009年）

  - 伊藤一朗（2009年）
    - はじめあきらとつくもちゃん（2018年）
- EXO[注釈 5] （2015年 - ）
  - EXO-CBX（2017年 - ）
- GEMS COMPANY（2020年 - ）
- GENIC（2019年 - ）
- KEIKO（2020年 - ）
- kolme（2015年 - ）
- lol-エルオーエル-（2015年 - ）
- MASH（2019年 - ）
- m.c.A・T（1993年 - 2007年,2013年,2022年 - ）
- Miyuu（2018年 - ）
- mzsrz（2020年 - ）
- Natumi.（2022年 - ）
- NCT 127[注釈 5]（2018年 - ）
- NCT DREAM[注釈 5]（2020年 - ）
- @onefive（2022年 - ）
- ONE LOVE ONE HEART（2022年 - ）
- Red Velvet[注釈 5]（2018年 - ）
- SKE48（2011年 - ）（日本クラウンより移籍）
  - ラブ・クレッシェンド（2015年 - ）
  - カミングフレーバー（2019年 - ）
- SOOYOUNG（2024年 - ）[8]
- SUPER JUNIOR[注釈 5]（2011年 - ）
  - SUPER JUNIOR-M（2011年）
  - SUPER JUNIOR-D&E（2012年 - 2023年）
  - SUPER JUNIOR-K.R.Y.（2013年 - 2015年）
  - ヘンリー（2014年 - ）
  - SUPER JUNIOR-KYUHYUN（2016年 - 2017年）
  - SUPER JUNIOR-YESUNG（2016年 - ）
  - SUPER JUNIOR-RYEOWOOK（2019年 - ）
  - SUPER JUNIOR-L.S.S.（2023年 - ）
- TRENDZ（2024年 - ）[9]
- TRF（1993年 - ）
- URATA NAOYA（浦田直也、2010年 - ）[10]
- yukaDD（2023年 - ）（ワーナーミュージック・ジャパンより移籍）
- P丸様。（2023年 - ）（STPR Recordsより移籍）[11][12]

### motorod
- 相川七瀬
- DEAD END[注釈 3]

### 影別苦須 虎津苦須
- 氣志團（2009年 - ）（EMIミュージック・ジャパンより移籍）[注釈 6]
  - 綾小路翔
  - 綾小路翔ときただにひろし

### iDOL Street
- SUPER☆GiRLS（2010年 - ）
- わーすた（2015年 - ）

## かつて所属していたアーティスト
※長期間リリースが無いアーティストに関しても以下に記載
- 安室奈美恵（1995年 - 2018年）（2013年より、プライベートレーベルDimension Pointに移籍）（芸能界から引退）
  - SUITE CHIC（2002年 - 2003年）
- あびる優（2001年）
- 天方直実（1996年 - 1999年）
- 天野浩成（2005年 - 2006年）
- 甘WARS with 甘王（2013年）
- 荒木宏文（2015年 - 2016年)）
- 安良城紅（2004年 - 2008年）（BENIとしてNAYUTAWAVE RECORDSへ移籍）
- 幾田愛子（2006年）
- 石橋凌（2011年 - 2015年）
- イ・テガン（2013年）
- イトヲカシ（2016年 - 2018年）
- 稲森寿世（2008年 - 2009年）
- 岩代太郎 （2006年 - 2012年）
- 上田まり（1998年 - 2001年）
- 上原多香子（2007年）
- うさ（2011年）
- 浦井健治（2016年）
- ウルトラタワー（2014年 - 2017年3月20日解散）
- X21（2014年 - 2018年）（解散）
- 及川光博（2015年）
- お掃除ユニットCLEAR'S（2016年 - 2018年）
- オーラルヴァンパイア（2010年）
- 大阪☆春夏秋冬（2018年 - 2021年）
- 尾関美穂（2005年 - 2006年）
- 乙三（2006年 - 2009年）
- 大賀埜々（1996年 - 1999年）
- 大塚紗英（2020年 - 2022年）
- 大島麻衣（2010年 - 2011年）
- 大仁田厚（2006年）
- 大橋りえ（1998年 - 1999年）
- カープガールズ（2015年 - 2016年）
- 鎧武乃風（2013年 - 2014年）
- 鍵山由佳（2009年）
- 片瀬那奈（2002年 - 2005年）（音楽活動を休止）
- 加藤和樹（2007年 - 2013年）
- カフェラテ噴水公園（2018年）
- 上木彩矢（2010年 - 2011年）（GIZA studioより移籍→インディーズへ移籍→ポニーキャニオンへ移籍）
- 関西スワン（2018年）
- GIRLFRIEND（2017年 - 2021年）
- 嘉陽愛子（2003年 - 2007年）
- キーヤキッス（2000年 - 2001年）（解散）
- 北乃きい（2010年 - 2016年）
- キム・ヒョンジュン（SS501）（2011年）
- キリト（2005年 - 2006年）
- クラムボン（2012年）
- クレモンティーヌ（2014年）
- 黒夢（2011年 - 2014年）（解散）
  - 清春（2009年 - 2014年）（ワーナーミュージック・ジャパンへ移籍）
- 元気ロケッツ（2007年 - 2008年）
- 光上せあら（2009年）
- 極楽ボーイズ（2013年）
- 後藤真希（2010年 - 2012年）（PICCOLO TOWN→rhythm zoneより移籍）
- コトリンゴ（2010年）
- こんどうようぢ（2015年 - 2017年）
- 斉藤未知（2005年 - 2006年）
- 桜井美南（2014年）
- 笹川美和（2003年 - 2007年）（インディーズへ移籍）
- 指原莉乃（2012年 - 2014年）（「指原莉乃 with アンリレ」も含む）
- 佐田真由美（2001年 - 2002年）
- sads（2010年）
- 紗羅マリー（2010年 - 2013年）
- ザ★リルビッツ（2006年）
- 椎名ぴかりん（2012年 - 2015年）
- 志方あきこ（2009年）
- 島田麻依子（2002年）
- 島谷ひとみ（1999年 -2021年 ）
  - 島谷ひとみ×相田みつを（2008年）
- じゅん☆じゅん（2013年）
- ジョナサン・ウォン（2011年）
- 城田優（U）（2011年 - 2012年）
- 新川優愛（2013年）
- シン・スンフン（2007年 - 2011年）
- 神話(SHINHWA)（2002年 - 2005年）
- 杉恵ゆりか（2014年 - 2016年）
- 鈴木亜美（2005年 - 2013年）（アソシエイテッドレコーズ→AMITY[注釈 7] より移籍）
- 鈴木梨央（2016年）
- スティーヴィー・ホアン（2009年 - 2015年）
- ストロボ（2006年 - 2007年）
- スパークリングキッズ（2008年）
- すみれ（2014年）
- 仙台貨物（2013年 - 2014年）
- ソン・シギョン（2017年）
- 高木里代子（2016年）
- 高橋克典（2000年 - 2003年）
- たかはし智秋（2011年）
- 立川こしら（2011年 - 2017年）
- 立川俊之（2016年）
- タッキー&翼（2002年 - 2018年）（解散）
  - 滝沢秀明（2004年 - 2018年）
  - 今井翼（2006年 - 2018年）
- たこやきレインボー（2016年 - 2021年）（活動終了）
- 棚橋弘至（2006年）
- 谷村新司（2006年 - 2012年,avex io）（元CBSソニー→ポニーキャニオンより移籍）[注釈 8]
- 谷村奈南（2008年 - 2009年）
- 玉木宏（2006年 - 2009年）
- ダンス☆マン（2000年 - 2002年）
- 千里愛風（2005年 - 2006年）
- 千晴（2018年）
- チャラン・ポ・ランタン（2014年 - 2021年）
- デリカテッセン（2005年 - 2007年）
- 東京カランコロン（2012年 - 2016年）TALTOに移籍
- 東京スカパラダイスオーケストラ（1998年 - 2000年）
- 東京プリン（2003年 - 2007年）（牧野が逝去に伴い、活動終了）
  - 東京プリンとたいせつな仲間たち（2014年）
- 所ジョージ (2006年 - 2012年)（キャニオン→エピックソニー→バップより移籍）
- 富永TOMMY弘明（2013年）
- 長澤奈央（2005年 - 2008年）
- 中川あゆみ（2010年 - 2011年）
- 中邑真輔（2006年）
- 中村優（2009年）
- 成田圭（2009年）
- 南天マン（2008年）
- 野崎良太（2014年）
- 葉加瀬太郎（2003年）
- パクスプエラ（2016年）
- 間重美（2006年）
- 初音（奥村初音）（2007年 - 2011年）
- バニラビーンズ（2015年 - 2018年10月7日解散）
  - シノバニ（2016年）
- Honey L Days（2008年 - 2018年）（インディーズへ移籍）
- はるな愛（2008年 - 2009年）
- ビーグルクルー（2012年）
- ピース×ピース（2011年）
- 福原香織とRAB（2012年 - 2014年）
- 豚乙女（2017年）
- プリンセスK（2012年）
- 古内東子（2012年 - 2013年）（ソニーレコード→ポニーキャニオン→tearbridge recordsより移籍）
- フルーツポンチ（2002年 - 2003年）
- フレンチ・キス（2014年 - 2015年）（avex entertainmentより移籍）
- 星井七瀬（2005年 - 2006年）
- 真琴つばさ（2001年 - 2003年）
- 増田有華（2017年）
- 松下萌子（2001年 - 2003年）
- マリーンズカンパイガールズ（2015年 - 2016年）
- 三浦大知（2009年）
- ミソッカス（2015年 - 2017年）
- 宮﨑薫（2012年）
- 宮脇詩音（2015年 - 2016年）（rhythm zoneより移籍）
- 実谷なな（不明）
- メンタメ・オールスターズ（2011年）
- 森ひろこ（1999年 - 2000年）
- 矢島美容室（2008年 - 2010年）
- 山上兄弟（2007年）
- 山本サヤカ（2005年 - 2006年）
- 弥生（2008年 - 2009年）
- 優梨花（2012年）
- 妖怪プロジェクト（2006年 - 2008年）
- ラムジ（2005年 - 2008年）
- 蘭華（2015年）
- リュ・シウォン（2011年 - 2013年）（徳間ジャパンコミュニケーションズより移籍）
- 梨花（2006年 - 2007年）
- Risky（1999年）
- ルミカ（2009年）
- レミオロメン（2009年 - 2012年）
  - 藤巻亮太（2012年）
- 龍雅-Ryoga-（2016年 - 2017年）（活動休止）
- ロンドンブーツ1号2号（2000年 - 2006年）
  - たむらあつし（2002年)
- 和央ようか（2000年）
- 若槻千夏
- 和楽器バンド（2014年 - 2019年）（UNIVERSAL SIGMAへ移籍）
  - 鈴華ゆう子（2016年）

- Acid Black Cherry（2007年 - 2017年）（活動休止）
- AFTERSCHOOL（2011年 - 2015年）
  - KAHI（2014年）
  - ORANGE CARAMEL（2012年 - 2013年）
- AI-SACHI（2001年 - 2002年）
- alan（2007年 - 2011年）
- A.N.JELL（2011年）
- ASIAN2（2006年）
- BALANCe（2000年 - 2005年）（解散）
- belly to belly（1999年 - 2001年）
- BETCHIN'（2000年）
- BiS（2012年 - 2015年）（解散）
  - BiS階段（2013年 - 2014年）
- BiSH（2016年 - 2023年） (解散)
  - セントチヒロ・チッチ（2018年）
  - ハシヤスメ・アツコ（2019年）
- Bomber HEY!!（2019年）
- BREATH（2001年 - 2005年）（解散）
- Buzz72+（2005年 - 2007年）
- C-999（2008年）
- Candy（2005年）
- carezza（2007年）
- Cheeky Parade（2012年 - 2018年）
- CHRIS（2003年 - 2004年）
- CLAZZIQUAI PROJECT（2005年 - 2007年）
- Club Prince（2007年 - 2008年）
- coba（2012年）
- COVERLAND（2008年 - 2009年）
- D&D（1996年 - 1998年）
- DASEIN（2001年 - 2003年）
- day after tomorrow（2002年 - 2005年）（活動休止）
  - misono（day after tomorrow）（2006年 - 2014年）
- DE DE MOUSE（2008年 - 2009年）
- Def Will（2018年）
- DJ FUMI★YEAH!（2011年 - 2012年）
- DJ OZMA（2008年 - 2011年）
- DJ'TEKINA//SOMETHING（2016年）
- DJ YUTAKA（2000年 - 2001年）
- DJハローキティ（2010年 - 2011年）
- DiVA（2011年 - 2014年）（解散）
- D-LOOP（1997年 - 2004年）（活動終了）
- Dorothy Little Happy（2011年 - 2015年）（UNIVERSAL GEARへ移籍）
- DOZ（2010年）
- DMBQ（2002年 - 2005年）
- Dramatic Crew（2011年）
- Dream5（2009年 - 2016年）（解散）
- Droog（2011年 - 2013年）
- Dt.（2005年 - 2007年）
- EDGE of LIFE（2014年 - 2016年）
- EIGHT OF TRIANGLE（2018年 - 2020年）
- EMPiRE（2017年 - 2022年） （ExWHYZとしてEMI Recordsに移籍）
- EU・PHORIA（2007年 - 2008年）
- FPM（Fantastic Plastic Machine）（2001年,2007年 - 2016年）
  - SymmetryS（2008年）
- Favorite Blue（1996年 - 2000年）（解散）
- Fayray（2001年 - 2003年）（R and Cへ移籍）
- FOE（2009年）
- f(x)（2015年 - 2016年）
- FUTURE BOYZ（2014年）
- GEM（2013年 - 2018年）
- globe（2000年 - 2011年）（一部のリミックスアルバムのみ）
- girl next door（2008年 - 2013年）（解散）
- Goodbye holiday（2015年 - 2018年5月13日解散）
- HΛL（2000年 - 2003年）（ボーカルHΛLNA脱退後リリース停止）
- Happy Dance（2014年）
- hitomi（1994年 - 2009年）
- HY（2014年）
- ICONIQ（2010年）
- IKKO（2007年 - 2009年）
- INTERSECTION（2017年 - 2022年）（活動休止）
- Itsco（2008年）
- J-Min（2007年 - 2009年）
- Janne Da Arc（2002年 - 2009年）（解散）
  - you（2007年）
- JOKER（2011年 - 2012年）
- JONTE（2007年）
- JUNO（2013年）
- JURIAN BEAT CRISIS（川上ジュリア）（2009年 - 2012年）
- K&T（2003年）
- K DUB SHINE（2003年）
- KEN☆Tackey（2018年）
- Kids Alive（2002年 - 2003年）（活動休止）
  - ボーカルYutaは後にClub Princeとして一時期再度所属
- KUMACHI（2003年 - 2004年）
- Lego big morl（2009年）
- LeChat（2018年）日本クラウンに移籍
- LINDBERG（2009年 - 2010年）
- Little Blue boX（2011年 - 2012年）
- LOVEFIXER（2008年）
- MASAKI project（2006年）
- MinxZone（2011年 - 2013年）
- minus(-)（2015年 - 2018年）
- Miracle Vell Magic（2016年）
- MISSION（1998年 - 1999年）（解散）
- MOON CHILD（1996年 - 1999年）（解散）
- moumoon（2007年 - 2020年)（VAAへ移籍）
  - YUKA（2013年）
- Mother Ninja（2007年）
- Mr.マリック（2005年）
- NEO fromアイドリング!!! （2013年 - 2014年）（活動終了）
- NGS365（2013年）
- O-Zone（2005年）
- PARADISE GO!! GO!!（2004年 - 2006年）（事実上活動終了）
- Party Rockets（2012年）（ROCKET BEATSへ移籍）
- Purple Days（2010年 - 2012年）
- PEDRO（2018年）（EMI Recordsへ移籍。）
- Q;indivi（2007年 - 2008年）
- Questy（2016年）
- ravex（2008年 - 2009年）
- Re:Japan（2001年 - 2002年）（解散）
- Ricken's（2004年 - 2006年）
- RIDER CHIPS（2014年）（avex entertainmentより移籍）
- Rin'（2004年 - 2007年）
- Ripples（2001年）（解散）
- Rockamenco  （2008年 - 2009年）
- ROOT FIVE（√5）（2011年 - 2015年）
- Ruppina（2002年 - 2004年）（インディーズへ移籍）
- RYUZO（2005年）
- SEED（2006年）
- sifow（2006年 - 2007年）
- SHANADOO（2007年 - 2009年）
- shela（1999年 - 2005年）（インディーズへ移籍）
- SHORT LEG SUMMER（2007年 - 2009年）
- SHU:DO（1997年 - 1999年）
- SHU-I（2011年 - 2013年）
- SOLIDEMO（2014年 - 2022年）（解散）
- SOPHIA（2011年 - 2013年）（トイズファクトリー→東芝EMI→ユニバーサルより移籍）[注釈 9]
  - Mitsuru Matsuoka EARNEST DRIVE（2014年 - 2015年）
- SOULHEAD（2010年 - 2011年）（アソシエイテッドレコーズより移籍）
- Spark（1999年 - 2001年）（解散）
- SPEED（2003年 - 2012年）（解散）
  - hiro (島袋寛子)（2001年 - 2013年）
  - 上原多香子（2002年 - 2007年）
  - 今井絵理子（2002年 - 2013年）
  - HITOE（2002年 - 2003年）
- speena（2000年 - 2002年）
- starry sky（2011年）
- SUGIURUMN（2006年 - 2010年）
- Sunday（天上智喜）（2004年 - 2005年）
- SweetS（2003年 - 2006年）（解散）
- teranoid&MCnatsack（2006年）
- THE BLACK COMET CLUB BAND（2016年）
- THE KIDDIE（2014年）
- the pillows（2007年 - 2016年）（キングレコード→avex trax→DELICIOUS LABEL）
- THE REBOOT（2009年）
- TM NETWORK（2012年 - 2015年）（Sony Music Directへ移籍）
  - 小室哲哉（2011年 - 2018年）（2018年に引退宣言、後に活動再開するも当レーベルからの新譜発表なし）
    - PANDORA（2018年）（Sony Music Directへ移籍）
- TOKYO CALL PROJECT（2006年 - 2007年）
- TOKYO No.1 SOUL SET（2012年 - 2013年）
- tomboy（2007年）
- Tourbillon（2005年 - 2016年）
- TRINITY（1999年 - 2001年）（解散）
- UKAWANIMATION!（2008年）
- UNIST（2012年 - 2014年）
- U-KISS（2011年 - 2022年）
  - スヒョン（2015年 - ）
  - KEVIN（2016年 - ）
  - HOON（from U-KISS）（2017年 - ）
  - KISEOP&HOON（from U-KISS）（2018年 - ）
  - ジュン（2019年 - ）
- Vimclip（2012年）
- V6（1995年 - 2021年）（解散）
  - Coming Century（1998年 - 2021年）
  - GOタリモ & ミニカレー（2001年）
- Well Stone bros（2014年 - 2015年）
- wi☆th（2002年）（活動終了）
- YAK.（2008年）
- YMCK（2008年 - 2009年）
- YOJI BIOMEHANIKA（2001年,2015年）
- ZZ（2003年 - 2006年）
- ZILCONIA（2017年）
- 03（2002年 - 2004年）
- 2BACKKA（2006年 - 2009年）
  - 2BACKKA+渡辺俊美（2007年）
  - 2BACKKA+BENNIE K（2007年）
- 5050（2007年 - 2008年）（活動休止）

### motorod
- Janne Da Arc
- Oblivion Dust

### LOVE LIFE RECORDS
- hitomi（2005年 - 2011年）

## エイベックス内の他のレーベルへ移籍したアーティスト

### cutting edge
- J（2007年）
- OLIVIA（1999年 - 2003年）

### rhythm zone
- Dream（元dream・DRM）（2000年 - 2007年）
- JAMOSA（2007年 - 2009年）

### B-ME
- SKY-HI（2013年 - ）[13]

### OORONG RECORDS
- My Little Lover（2006年 - 2008年）

### binyl records
- MONKEY MAJIK（2008年）

### HPQ
- 聖飢魔II（2009年）
  - デーモン小暮閣下（2007年 - 2012年）
- メガマソ（2009年 - 2010年）
- D（2008年 - 2010年）
- kannivalism（2006年 - 2010年）
- LUNA SEA（2008年）
  - 河村隆一（2009年 - 2013年）
  - マーティ・フリードマン（2006年 - 2011年）

### ヤマハミュージックコミュニケーションズ
- 中村中（2006年 - 2011年）

### blowgrow
- PENICILLIN（2005年 - 2007年）（日本クラウン、THAT recordsを経て2018年まで在籍。現在はHysteria/ソニー・ミュージックソリューションズに在籍。）

### MENT RECORDING
- 20th Century（1997年 - 2021年）
- Kis-My-Ft2（2011年 - 2022年）
  - 舞祭組（2013年 - 2022年）
- Snow Man（2020年 - 2022年）

## コンピレーション・シリーズ

### シリーズもの
- SUPER EUROBEAT
  - SUPER EUROBEAT presents SUPER GT（2008年はSUPER GTのみの表記となるが、2009年より元の名称に戻った） - 2011年終了
  - 俄然パラパラ!!（現在は超然パラパラ!!に名称変更）
  - MAHARAJA NIGHT HI-NRG REVOLUTION（→EURO FIRE） - 1998年終了
  - EUROBEAT FLASH - 1999年終了
  - SUPER EUROBEAT presents EUROMACH - 2002年終了
  - PARAPARA PARADISE - 2002年終了
- SUPER CLUB GROOVIN（Vol.1 - 13）
  - SUPER CLUB GROOVIN' HOUSE REVOLUTION（Vol.14 - 24）
  - HOUSE REVOLUTION（Vol.25 - 49）
  - SUPER DANCE FREAK（Vol.50 - 90） - 2002年終了
  - MAHARAJA NIGHT HOUSE REVOLUTION（Vol.1 - 16） - 1996年終了
- a-nation（DVD）
- VARIOUS ARTISTS FEATURING songnation
- ハウスネイション
- J-POPハリケーン
- パラパラ・パラダイス
- SUPER★BEST TRANCE
- TRUE LOVE（2002年 - 2009年）
- ウィー・ラブ・テクパラ（we love TechPara）
- 超然パラパラ!!（2008年 - 2009年）
- ホストコレクション（2011年 - ）

### その他
- 夏物語～SUMMER BEST SONGS（2003年06月18日/AVCD-17287）
- avex 15th Anniversary PRESENTS 15年150曲 J-POP 50HIT TRACKS Vol.1（2003年07月30日/AVCD-17332）
- avex 15th Anniversary PRESENTS 15年150曲 J-POP 50Hit Tracks Vol.2（2003年07月30日/AVCD-17333）
- avex 15th Anniversary PRESENTS 15YEARS150HITS INTERNATIONAL 50HIT TRACKS（2003年07月30日/AVCD-17334）
- avex 15th Anniversary PRESENTS 15年150曲 Complete Box（2003年07月30日/AVCD-17335）
- X-TRAIL JAM JAM（2003年11月12日/AVCD-17384）
- 「速報!歌の大辞テン!!」presents POPS DAIJITEN! 昭和 VS 平成（2005年03月02日/AVCD-17648）
- 「速報!歌の大辞テン!!」presents BALLADS DAIJITEN! 昭和VS平成（2005年03月02日/AVCD-17649）
- THE GREATEST HITS - 小室哲哉作品集 - a（2006年02月22日/AVCD-17780）
- 李家幽竹 フルール yuchiku selection（2006年03月29日/AVCD-17819）
- ROCK THE ULTRAMAN（2006年05月10日/AVCD-17953）
- Thanx Grateful to you（2006年06月07日/AVCD-17973）
- Beautiful Woman（2006年11月08日/AVCD-23079）
- 『歌スタ!!』エイベックス・スペシャル・エディション -SONG OF LIFE-（2006年12月06日/AVCD-23105）
- YEAH!!（2006年12月06日/AVCD-23098）
- ガールズ・バラード・ベスト ～ティア ドロップス～（2007年03月07日/AVCD-23233）
- Regain（2007年07月11日/AVCD-23347）
- 1st ～Debut single collection～（2007年09月05日/AVCD-23356)
- BEST LIVE DVD -PREMIUM LIVE DREAM SELECTION-（DVD）（2007年12月05日/AVBD-91511）
- LUNA SEA MEMORIAL COVER ALBUM -Re:birth-（2007年12月19日/AVCD-23430）
- I ラブ 恋空 from 魔法のiらんど（2008年01月30日/AVCD-23553）
- HAPPY! ～CLIMAX marriage best～（2008年03月05日/AVCD-23489）
- TRUE LOVE IV～MEMORIAL "LOVE STORY" SONGS～（2008年03月12日/AVCD-23549）
- J-POP ベストヒットカヴァー（2008年03月19日/AVCD-23550）
- a LOVE（2008年07月23日/AVCD-23653/AVCD-23654/AVCD-23655）
- スペースインベーダー2008（2008年12月03日/AVCD-23715）
- 情報プレゼンター とくダネ!朝のヒットスタジオ vol.1（2008年12月03日/AVCD-23625）
- LUIRE presents ザ・パーティー（2009年01月14日/AVCD-23737）
- ベスト・ヒット!日テレ55 エイベックス・エディション（2009年02月18日/AVCD-23774）
- パンコレ～voice actresses legendary punk songs collection～（2009年02月25日/AVCD-23728）
- 卒業のうた（2009年02月25日/AVCD-23756）
- カラアゲ!!（2009年02月25日）
- ドラゴンクエスト ベスト ダンス ミックス（2009年03月04日/AVCD-23788）
- ピアノ-ヴォーカリズム-（2009年03月11日/AVCD-23804）
- TRUE LOVE BEST（2009年03月18日/AVCD-23799）
- バンドブームとかそのころロック!（2009年03月25日/AVCD-23848）
- 俺歌～Around 30 J-Rock Non-Stop Cover～（2009年06月24日/AVCD-23773）
- CDTV NO.1 HITS コイウタ（2009年12月23日/AVCD-23974）
- CDTV NO.1 HITS ナキウタ（2009年12月23日/AVCD-23975）
- CDTV NO.1 HITS アゲウタ（2009年12月23日/AVCD-23976）
- CDTV NO.1 HITS トモウタ（2009年12月23日/AVCD-23977）
- D-1ドリーム・プロジェクト 2010（2010年01月27日/AVCD-23994B）
- 胸キュン90's ～ひとりで聴きたい恋の唄～（2010年03月17日/AVCD-38047）
- 姉うた -80～90's GIRL POP NON-STOP COVER-（2010年06月30日/AVCD-38066）
- アゲ★ソン ～アガるアニソンコンピ～（2010年08月11日/AVCD-38092）
- LOVE・うた ～くみっきーLOVE PROJECT（2011年02月02日/AVCD-38185）
- FUCK THE BORDER LINE（2011年02月09日/AVCD-38206）
- 極ユーロベスト（2011年03月02日/AVCD-38240）
- VOCALO★POPS BEST feat.初音ミク（2011年03月09日/AVCD-38220）
- 胸キュン90's ～あの頃、わたしの恋の唄～（2011年04月20日/AVCD-38254）
- DJ Lily Presents SUPER VOCALOID（2011年04月27日/AVCD-38263）
- 「クローズ×WORST」 トリビュートソング・アルバム（2011年05月25日/AVCD-38248）
- キャンパス サミット 2011（2011年07月20日/AVCD-38322）
- VOCALO★TRANCE BEST（2011年10月05日/AVCD-38312）
- IMC KILLER TUNES（2012年01月25日/AVCD-38406）
- Dramatic Tunes（2012年03月07日/AVCD-38445）
- SEB presents SUPER HATSUNE BEAT VOL.1（2012年03月14日/AVCD-38392B）
- 小室哲哉 meets VOCALOID（2012年3月28日/AVCD-38487）
- 東京女子カフェ #1 a-bossa（2012年08月22日/AVCD-38530）
- TRFリスペクトアイドルトリビュート!!（2012年12月19日/AVCD-38660B/AVCD-38661）
- SOUL Japan Music（2013年01月23日/AVCD-38621）
- カオス上等!!誰得?俺得!avexレアニメソング・コレクション ボーイズサイド（2013年03月13日/AVCD-38693）
- カオス上等!!誰得?俺得!avexレアニメソング・コレクション ガールズサイド（2013年03月13日/AVCD-38694）
- 私たちがアニメを好きな39の理由（2013年03月13日/AVCD-38669）
- 女子力を磨く歌（2013年03月27日/AVCD-38617）
- VOCALOID3 meets TRF（2013年03月27日/AVCD-38678）
- ROCK AND SYMPATHY -tribute to the pillows-（2014年02月26日/AVCD-38831）
- NEXT STAGE ～ROAD TO 100～（2014年05月14日/AVCD-38951）
- TVダンス（2014年08月20日/AVCD-38973）
- A-Rock Nation -NANASE AIKAWA TRIBUTE-（2014年12月03日/AVCD-93054）
- .LOVE SKI SKI SKI（2016年01月01日/AVCD-93311）
- Thank You DISNEY（2017年10月25日）
- TETSUYA KOMURO ARCHIVES（2018年06月27日）
- Own The Night～「イケメンライブ 恋の歌をキミに」イケラブ1st ALBUM～（2018年09月05日）
- 仮面ライダービルド TV主題歌&挿入歌 ベストソングコレクション（2018年09月05日）
- ユー・エス・エー -バズ・ジャパン・ミックス-（2019年03月06日）
- 平成最後のEDM PARTY（2019年03月06日）
- 平成仮面ライダー20作品記念ベスト（2019年05月01日）

## 番組企画によるリリース
- ドクタースランプより
  - ドクタースランプオールスターズ
- とんねるずのみなさんのおかげでしたより
  - 野猿（1998年 - 2001年）（撤収（※解散））
  - 矢島美容室（2008年 - 2010年）
- オールスター感謝祭より
  - Risky（島崎和歌子）（1999年）
- ロンドンハーツより
  - 青木さやか（2009年）
  - 50TA
- 天才てれびくんMAXより
  - Dream5
- クイズ!ヘキサゴンIIより
  - 矢口真里とストローハット（2010年）
- イケメンデルの法則より
  - ココア男。（2010年 - 2012年）
- 祝女より
  - 無限男子（2011年）